# Marie-Thérèse Bouvin
Maria Theresia Augusta (Marie-Thérèse) Bouvin (Turnhout, 29 mei 1907 - aldaar, 25 september 1984) was een Belgisch bestuurster en politica voor de CVP.

## Levensloop
Bouvin groeide op in een arbeidersgezin te Turnhout, alwaar ze actief werd in het christelijk verenigingsleven. Bij de eerste naoorlogse gemeenteraadsverkiezingen (1946) werd ze verkozen tot gemeenteraadslid te Turnhout en vervolgens aangesteld tot schepen van deze Kempische stad. Ook zetelde ze van 1952 tot 1954 als provincieraadslid voor het provinciedistrict Turnhout in de Antwerpse provincieraad in opvolging van Albert Aerts.
In 1956 volgde ze Stella Walrave op als voorzitster van de Kristelijke Arbeiders Vrouwengilde (KAV). Onder haar voorzitterschap werd een diepgaande professionalisering van de organisatie doorgevoerd, tevens verschoof de aandacht van de organisatie van gezinswerking (met de vrouw in de rol van huisvrouw) naar de emancipatie van de vrouw in de samenleving en op de arbeidsmarkt. In 1964 werd ze als voorzitster van de KAV opgevolgd door Alice Van Cauwenberghe.
Voorts was ze voorzitter van het 'Kinderheil Onze-Lieve-Vrouw-Middelares', 'Ons Vooruitzicht' en de 'Hoge Raad voor de Derde Leeftijd'. Ten slotte zetelde ze ook in de raad van bestuur van 'De Kempische Heerd' en in de commissie van de 'Bond van Grote en Jonge Gezinnen'.